# جیره‌بندی در کوبا

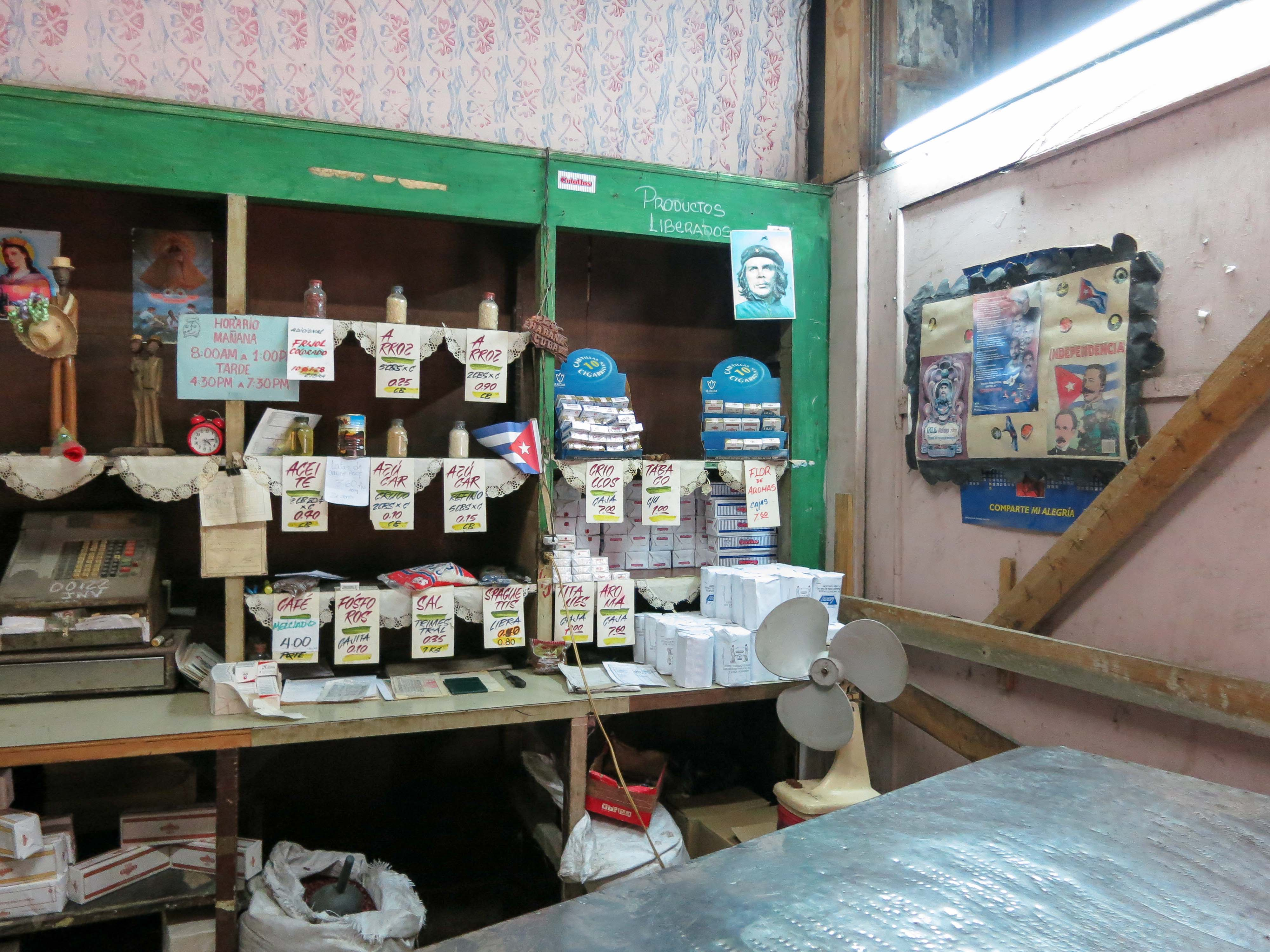
فروشگاه لیبرتا در هاوانا

سیستم جیره‌بندی در کوبا توسط دولت سازماندهی شده و با استفاده از Libreta de Abastecimiento (دفترچه لیبرتا) که به هر فرد اختصاص داده شده‌است، اجرا می‌شود. این سیستم مقادیر مجاز و زمانبندی دریافت جیره‌های یارانه‌ای را برای هر فرد تعیین می‌کند. این جیره‌های غذایی رایگان نیستند ولی قیمت آنها بخش کوچکی از قیمت واقعی کالاها است. به‌طور متوسط، قیمت جیرهٔ یک ماه کمتر از ۲ دلار آمریکا، یعنی تقریباً ۱۲٪ ارزش بازار آن است. کالاها را می‌توان خارج از سیستم جیره‌بندی هم خرید، اما قیمت‌های بازار آزاد برای اکثر کوبایی‌ها بسیار گران است.
با وجود شایعاتی در مورد پایان یافتن آن، سیستم لیبرتا هنوز وجود دارد. در سال ۲۰۱۲، با بردن یک دفترچه لیبرتا به یک فروشگاه مخصوص فروش جیره، مقادیر حداقلی برنج، شکر، کبریت و روغن برای خانواده با میانگین دستمزد ۳۰ دلار در ماه فراهم می‌شد. اکثر کوبایی‌ها هزینه‌ای برای مسکن، بهداشت و آموزش پرداخت نمی‌کنند و درصد زیادی از درآمد ماهانه آنها خرج هزینهٔ پرداختی بابت جیره می‌شود. هزینه خرید اقلام جیره‌ای خارج از سیستم جیره‌بندی بیشتر از میانگین درآمد آنها است. غذای ارائه شده در سیستم جیره‌بندی به دلایلی از جمله پایان یافتن کمک‌های مالی میلیاردی سالانه اتحاد جماهیر شوروی، کاهش شدید واردات ده‌ها هزار بشکه‌ای نفت ارزان از ونزوئلا، و به گفته مقامات دولتی، افزایش تحریم‌های ایالات متحده در طول زمان کاهش یافته و در مواقعی قیمت جیره‌ها به شدت افزایش یافته‌است. سوء مدیریت اقتصادی هم نقش بزرگی در کمبود مواد غذایی و جیره‌بندی ایفا کرده‌است. در گذشته با وجود دریافت کمک از اتحاد جماهیر شوروی به ارزش ۵ میلیارد دلار در سال، باز هم برخی از اقلام غذایی باید جیره‌بندی می‌شدند.
به همهٔ شهروندان، حتی اگر توان مالی خرید غذا بدون سهمیه جیره را داشته باشند، جیره‌های یارانه‌ای داده می‌شود. رئیس‌جمهور رائول کاسترو در سال ۲۰۱۱ گفت که این یارانه‌ها برای دولت کوبا بسیار پرهزینه‌اند. هر سال بیش از ۱ میلیارد دلار برای غذا یارانه داده می‌شود و او مایل است این سیستم را که باعث کاهش انگیزهٔ کار و بار غیرقابل تحملی روی دوش اقتصاد است، حذف کند. این اظهارات در میان کوبایی‌ها با واکنش‌های بسیار منفی مواجه شد و کاسترو در نهایت پیشنهاد خود را پس گرفت.

## نگاه کلی
اکثریت قریب به اتفاق خانواده‌های کوبایی برای تهیه مواد غذایی از سیستم توزیع Libreta de Abastecimiento (دفترچه لیبرتا)، که در ۱۲ مارس ۱۹۶۲ میلادی راه‌اندازی شد استفاده می‌کنند. این سیستم مقدار جیره‌هایی که هر فرد مجاز به خرید از طریق سیستم است و دفعات دریافت آنها را تعیین می‌کند. بیشتر این کالاها از طریق bodega (فروشگاه ویژه توزیع جیره) و در مورد گوشت، مرغ یا ماهی در carnicería (قصابی) توزیع می‌شود. سایر محصولات صنعتی نیز در لیبرتا گنجانده شده‌است. مانند سیگار، سیگار برگ، کبریت و سوخت برای پخت و پز (از بین گزینه‌های گاز مایع، الکل، نفت سفید یا حتی زغال بسته به لوازم پخت و پز هر خانواده). کالاهای دیگر مانند لامپ و لوازم خانگی نیز ممکن است با این روش توزیع شود.

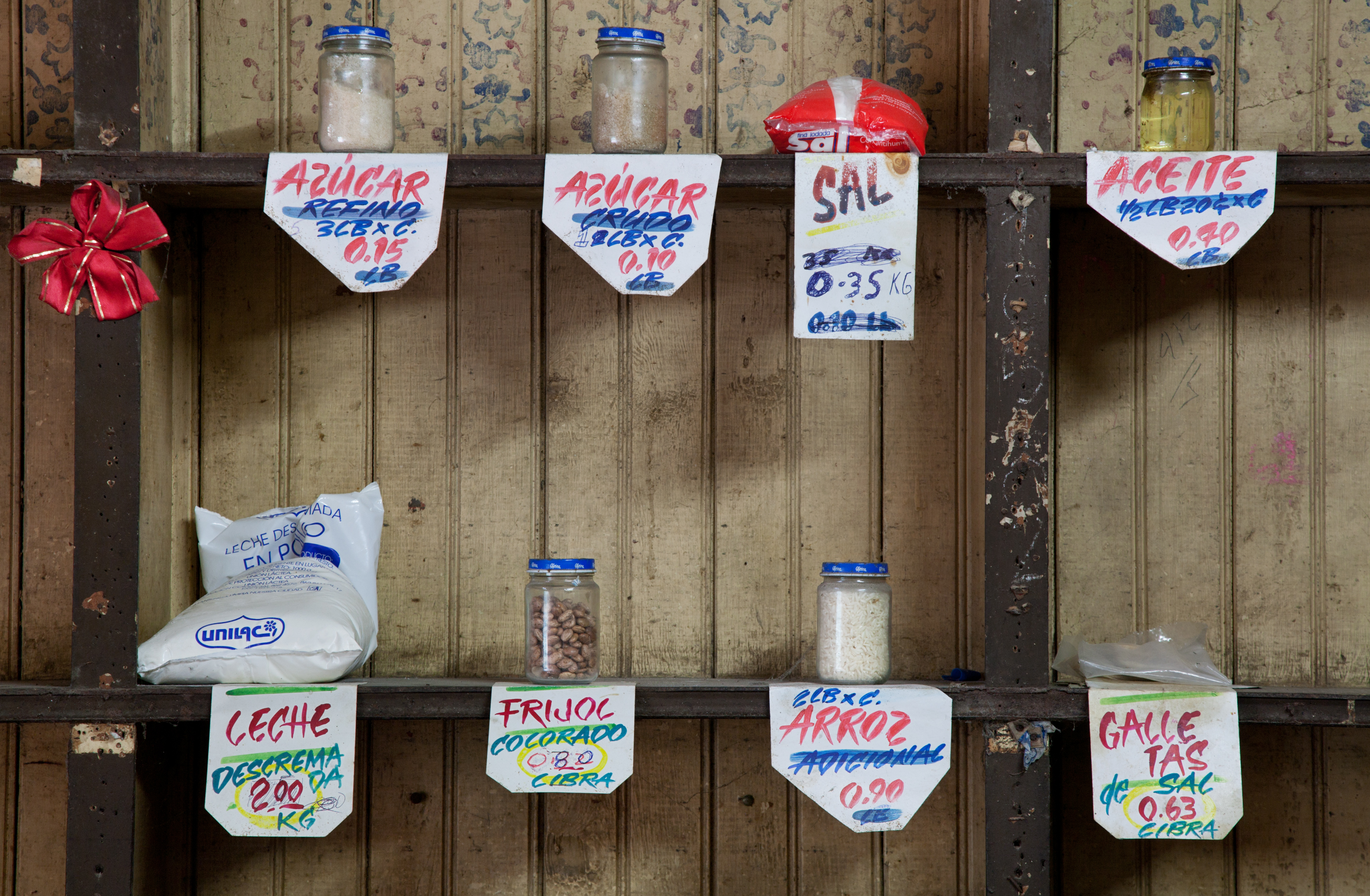
نمایش برخی از محصولات و قیمت‌ها در یک bodega (از ژانویه ۲۰۱۱).

کالاهای گنجانده شده در لیبرتا بسته به سن و جنس برای هر شخص متفاوت است. به عنوان مثال، به کودکان زیر ۷ سال، افراد مسن، بیمار و زنان باردار روزانه ۱ لیتر شیر داده می‌شود. بزرگسالان بالای ۶۵ سال نیز کمک‌های دیگری دریافت می‌کنند. دریافت مواد غذایی مربوط به یک رژیم غذایی خاص مستلزم ارائه گواهی پزشکی‌ای است که وضعیت سلامتی و نیاز شخص به آن رژیم غذایی را تأیید کند.
اداره دولتی مربوط به این کار، OFICODA، هر سال لیبرتا را در قالب یک دفترچه کوچک بین همه شهروندان توزیع می‌کند. این دفترچه صفحاتی دارد که تعداد و گروه سنی افراد هر خانواده و رژیم غذایی مربوط به آنها را نشان می‌دهد (معمولاً به هر خانواده یک دفترچه داده می‌شود). جیره هر شخص فقط در فروشگاه bodega مربوط به آدرس محل زندگی او توزیع می‌شود و کسی نمی‌تواند جیرهٔ خود را از جای دیگری دریافت کند؛ بنابراین؛ هر تغییر آدرس مستلزم مراجعه به OFICODA برای به‌روزرسانی اطلاعات دفترچه است و اشخاصی که در مکانی غیر از آدرس‌های ثبت‌شده خود زندگی می‌کنند باید برای تهیه کالاها به منطقه ثبت شده بازگردند.
قیمت‌های یارانه‌ای کالاها در سیستم لیبرتا از ابتدا کم و بیش ثابت نگه داشته شده‌است (متوسط دستمزد کارگر هم از آن زمان بسیار کم تغییر کرده‌است). در دفترچه لیبرتا به ازای هر ماه صفحه‌ای وجود دارد که در آن فروشنده کالاهای دریافت شده توسط شهروندان و مقدار آنها را مشخص می‌کند. کوبایی‌ها موظفند برای هر خرید جیره، این دفترچه را ارائه دهند.

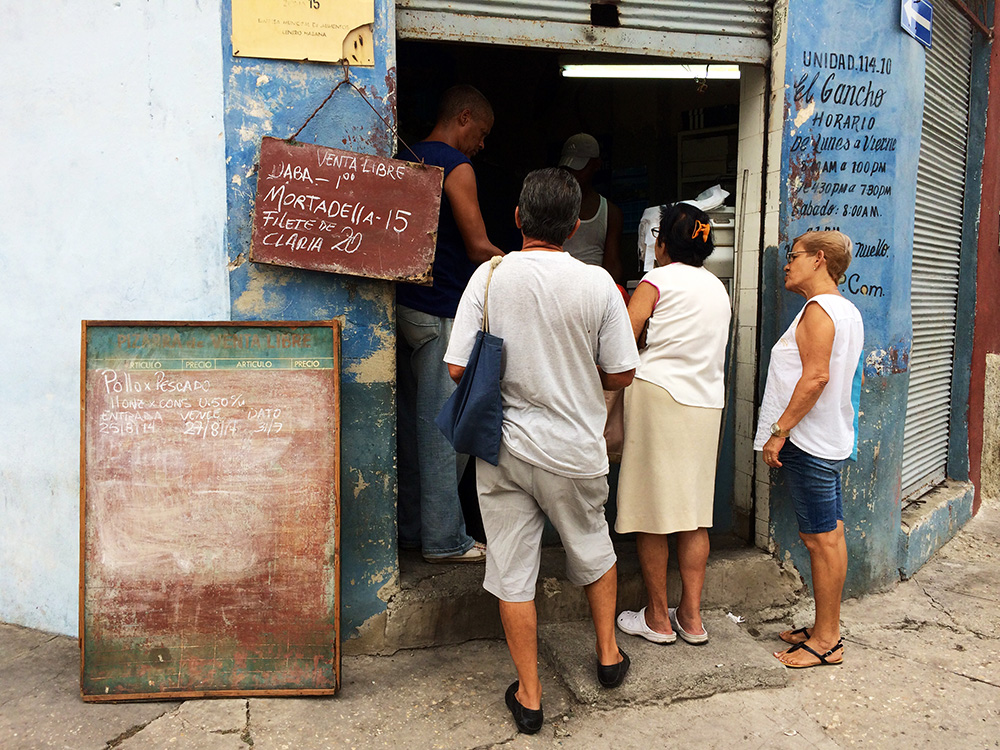
مردم در صف خرید یک فروشگاه لیبرتا در هاوانا

در ابتدا، غیر از مواد غذایی، محصولات صنعتی هم در سیستم توزیع می‌شد. همراه با دفترچه لیبرتا، یک دفترچه کوپن با برگه‌های کندنی برای تهیه محصولات صنعتی توزیع می‌شد که عمدتاً برای توزیع پوشاک، کفش، لوازم خانگی و همچنین جیره اسباب‌بازی برای خانواده‌های دارای فرزند بود. خانواده‌ها برای هر کودک ۳ اسباب بازی در سال می‌گرفتند. پس از فروپاشی بلوک شرق در سال ۱۹۹۱، کوبا وارد «دورهٔ ویژه» شد و محصولات صنعتی دیگر از طریق این سیستم توزیع نشد.

## جیره‌های استاندارد

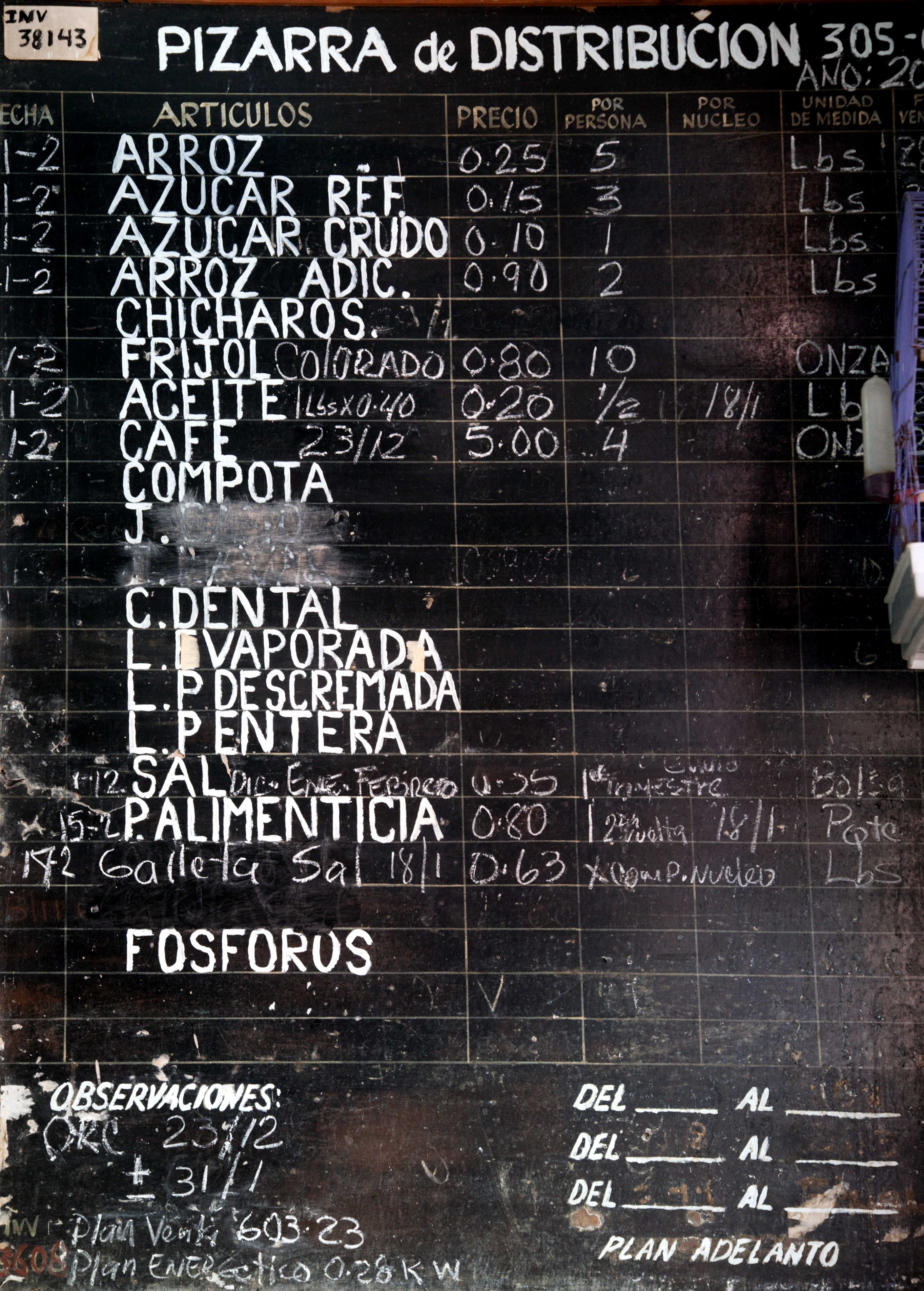
تخته سیاهی که محصولات، قیمت‌ها و محدودیت‌ها را نمایش می‌دهد (از ژانویه ۲۰۱۱).

جدول زیر جیره‌های استاندارد توزیع شده از طریق سیستم و قیمت آنها را برای یک نفر در یک ماه نشان می‌دهد. این داده‌ها مربوط به سال ۲۰۰۰ هستند و کالاها و مقادیر آنها برای هر سال متفاوت است.
| کالا                          | تعداد                 | قیمت        |
| ----------------------------- | --------------------- | ----------- |
| برنج                          | ۶ پوند (۲٫۷ کیلوگرم)  | ۰٫۷۰ / پوند |
| لوبیا                         | ۲۰ اونس (۵۷۰ گرم)     | ۰٫۳۲ / پوند |
| شکر سفید                      | ۳ پوند (۱٫۴ کیلوگرم)  | ۰٫۱۵ / پوند |
| شکر تیره (تصفیه نشده)         | ۳ پوند (۱٫۴ کیلوگرم)  | ۰٫۱۰ / پوند |
| شیر (کودکان زیر ۷ سال)        | ۱ لیتر در روز         | ۰٫۲۵ / لیتر |
| تخم مرغ (*)                   | ۱۲ عدد                | هر عدد ۰٫۱۵ |
| سیب زمینی / موز               | ۱۵ پوند (۶٫۸ کیلوگرم) | ۰٫۴۰ / پوند |
| (*) فقط از سپتامبر تا دسامبر. |                       |             |

فرآورده‌های گوشتی در صورت گنجانده شدن در سیستم با جیره‌بندی متفاوت و به صورت جداگانه توزیع می‌شوند. توزیع آنها هر ۱۵ روز و معمولاً به صورت چرخشی انجام می‌شود (نوع کالا در هر نوبت تغییر می‌کند). ماهی، گوشت گاو، گوشت چرخ کرده (معمولاً با سویا)، مرغ، سوسیس و ژامبون در این دسته قرار می‌گیرند. مقدار و قیمت برای هر فرآورده گوشتی متفاوت است (گوشت گاو حدود ۲۳۰ گرم (نیم پوند) هر ۱۵ روز، گوشت مرغ حدود نیم کیلوگرم (۱ پوند) هر ۱۵ روز برای هر نفر).
توزیع کالاها همیشه به موقع انجام نمی‌شود و تحویل محصول اغلب با تأخیر همراه است؛ مثلاً اگر در یک ماه حبوبات برای توزیع موجود نباشد، تا ماه آینده به تعویق انداخته می‌شود. تأخیرها در توزیع گوشت بیشتر مشاهده می‌شود. موجود نبودن کالاها در فروشگاه توزیع جیره bodega باعث ایجاد صف‌های طولانی برای خرید آنها می‌شود و خرید محصولات را به یک فرایند زمانبر تبدیل می‌کند. برای حل این مشکل مکانیزمی ایجاد شد تا اشخاص با نیازهای ویژه مانند زنان باردار و سالخوردگان در صف اولویت داشته باشند. این مکانیسم به "پلان جابا" معروف شد.
تخمین زده شده که در اوایل دهه ۲۰۰۰ جیره‌بندی بین یک سوم تا نیمی از نیازهای یک خانواده را پوشش می‌داده‌است.
رئیس‌جمهور رائول کاسترو تلاش کرده بسیاری از اقلام از جمله سیب زمینی و نخود را از سیستم جیره‌بندی حذف کند.

## سایر منابع تهیه کالا
سیستم لیبرتا تنها راه تهیه کالا برای شهروندان کوبایی نیست و آنها می‌توانند کالاهای مورد نیازشان را از منابع دیگر مانند بازار آزاد، بازار موازی و سوپرمارکت‌هایی که کالاها در آنجا با پزوی تبدیل‌پذیر کوبا (ارزی که از طرف دولت کوبا جایگزین دلار آمریکا شده و بسیاری از شهروندان به آن دسترسی ندارند) هم تهیه کنند. علاوه بر اینها برای بسیاری از کالاها هم بازار سیاه فعالی در کوبا وجود دارد. کالاهای بازار سیاه ممکن است فقط توسط فروشنده‌ای غیرمجاز عرضه شوند (مثلاً ماهی فروخته شده در محل صید یا فروش محصولات خانگی) یا این که دزدی باشند. بسیاری از کوبایی‌ها برای تهیه کالاهای مورد نیازشان از روابط و مبادله کالا به کالا برای دور زدن بوروکراسی استفاده می‌کنند.

## توجیه دولت برای جیره‌بندی
دولت کوبا می‌گوید که این سیستم ابزاری برای توزیع عادلانه غذا بین شهروندان، با هر وضعیت اجتماعی و اقتصادی است و گفته که قصد دارد آن را متوقف کند (تاریخ مشخصی برای توقف این سیستم ارائه نشده‌است). . همچنین تأکید می‌کند که لیبرتا تنها راه تهیه کالا برای شهروندان کوبایی نیست و آنها می‌توانند کالاهای مورد نیازشان را از بازار آزاد هم تهیه کنند. قیمت‌ها در سیستم جیره‌بندی حدود ۲۰ برابر کمتر از بازار آزاد است. به گفته دولت با استفاده از این سیستم می‌توان کمک‌های بشردوستانه دریافتی از سایر کشورها را منصفانه و عادلانه توزیع کرد. موضع رسمی دولت این است که این سیستم مطلوبی نیست ولی با توجه به شرایط کشور غیرقابل اجتناب و روشی برای تقسیم منصفانه کالاها است.
دولت همچنین می‌گوید که از جیره‌ها به عنوان اهرم سیاسی استفاده نمی‌شود و غذای یارانه‌ای را بین همه شهروندان، صرف نظر از دیدگاه سیاسی یا وضعیت قضایی آنها، به‌طور مساوی توزیع می‌کند. با این حال، شهروندان مقیم و پناهندگان خارج شده از کوبا گزارش می‌دهند زمانی که به آنها شک ضدانقلابی بودن برده شده، دفترچه چیره بندی از آنها گرفته شده‌است.

## انتقادات
مخالفان عادلانه بودن این روش و همچنین هدف آن را زیر سؤال می‌برند و بر کاستی‌های آن، مانند کم شدن مقدار و دفعات تحویل جیره در طول زمان، تأکید می‌کنند. به نظر آنها، این روش باعث ایجاد شکاف اقتصادی بین مردم کوبا می‌شود و آنها را به دو بخش تقسیم می‌کند: آنهایی که می‌توانند قیمت‌های کالاها در بازار آزاد و بازار سیاه را بپردازند، و آنهایی که نمی‌توانند. آنها همچنین تأکید می‌کنند که این سیستم در سال ۱۹۶۲ توسط دولت کوبا به عنوان راه حل موقت برای شرایط بحرانی اتخاذ شد ولی بیش از پنجاه سال ادامه داشته‌است.

## جیره‌بندی بیشتر در سال ۲۰۱۹
در ماه مه ۲۰۱۹ جیره‌بندی سخت تری در مورد غذا و سایر کالاهای اساسی مانند مرغ، تخم مرغ، برنج، لوبیا و صابون اجرا شد (حدود دو سوم غذای مصرفی کشور وارداتی است). از نظر اقتصاد دانان این سخت‌تر شدن جیره‌بندی ناشی از تشدید تحریم‌های ایالات متحده، قطع کمک‌های ونزوئلا و مشکلات شرکت ملی نفت بود.